# Lornado
Lornado és la residència oficial de l'Ambaixador dels Estats Units a Canadà a l'àrea de Rockcliffe Park, a Ottawa. És una obra de l'arquitecte John Albert Ewart.
La casa, amb façana de pedra calcària i 32 habitacions ha estat la residència oficial des de 1936. Construïda el 1908 per l'empresari Warren I. Soper - fundador de l'Ottawa Electric Railway Company i de l'Ottawa Car Company -, va ser venuda al Govern dels Estats Units l'any 1935. El Sr Soper va batejar la residència inspirant-se en la seva novel favorita, Lorna Doon.
La casa es troba envoltada d'altres diverses residències diplomàtiques i molt a prop de Rideau Hall. La casa està envoltada per una muralla d'arbres i situat per sobre de Rockcliffe Park, al costat d'una avinguda a la vora del riu Ottawa.